# Francesco Casanova
Francesco Giuseppe Casanova (Londres, 1 de junio de 1727 - †Mödling, 8 de julio de 1803) fue un pintor veneciano, hermano menor del célebre aventurero y escritor Giacomo Casanova y del también pintor Giovanni Battista Casanova.

## Biografía
Nació en Londres, donde su madre, la actriz Zanetta Farussi, hacía su debut. Se convirtió en un pintor especializado en escenas de batalla y llegó a ser tan conocido en su época que su célebre hermano Giacomo era a menudo recordado por su parentesco con il famoso pittore. Esta fama, muy extendida por las cortes europeas del siglo XVIII, se desvaneció empero tras su muerte de forma casi completa. Entre sus clientes tuvo al príncipe de Condé y a Catalina II de Rusia, pero murió en la pobreza por haber dilapidado grandes sumas por su desordenado estilo de vida.
Se formó en Venecia, en el taller de Gianantonio, uno de los famosos hermanos pintores Guardi, y la autobiografía de Giacomo permite conocer la dureza de las condiciones con que tuvo que lidiar al comenzar su carrera antes de despuntar. Pasó después al taller del escenógrafo y pintor vedutista Antonio Joli, quien trabajaba asiduamente para los dos teatros que pertenecían a la familia Grimani, los ricos patricios que a la prematura muerte del padre de los hermanos Casanova habían asumido su protección. Entonces decidió cambiar de género y se introdujo en el estudio del pintor de batallas Francesco Simonini, que había tomado al Borgognone como modelo. Además de batallas, se especializó en paisajes con figuras y ganado y escenas pastorales.
Llegó a París en 1751, pero marchó a Dresde el año siguiente, donde permaneció hasta 1757 gastando su tiempo en copiar los mejores cuadros de batalla de la célebre Galería de los Electores de Saxe. Al volver a París en 1758 estudió con Charles Parrocel, pero su éxito no se dio de forma inmediata, aunque recibió críticas favorables, entre otros, de Denis Diderot, quien escribió:
«En verdad, este hombre tiene fuego y mucha audacia, un bello y vigoroso color... Se dice que Salvator Rosa no es mejor que esto, siendo tan hermoso... Este Casanova se ha convertido en un hombre con imaginación, un gran colorista, una cabeza cálida y atrevida, un buen poeta, un gran pintor».
Comienza a recibir encargos de diversos monarcas europeos y fue aprobado por la Real Academia de Pintura y Escultura el 27 de agosto de 1761, siendo admitido en ella el 28 de mayo de 1763 con Combate de caballería, aunque, presentado tal cuadro en el Salón de 1763, el mismo Diderot que lo había alabado dijo esta vez: "¡Ah! Señor Casanova, ¿qué ha sido de vuestro talento? Vuestro toque ya no es tan fiero como era, vuestro colorido es menos vigoroso, vuestro dibujo se ha vuelto del todo incorrecto. ¡Cuánto habéis perdido, desde que el joven Loutherbourg os dejó!". Sin embargo expuso repetidamente en este Salón hasta 1783, año en que se trasladó a Viena, donde ya permanecería hasta su muerte. 
El 26 de junio de 1762 se había casado con la bailarina y actriz Jeanne-Marie Jolivet (1734-1773), llamada señorita d’Alancour, figurante en la Comédie Italienne desde 1759. Los amigos de su mujer le permitieron aumentar considerablemente su clientela y su reputación se reforzó en 1771 cuando presentó dos cuadros consagrados a la Guerra de los treinta años: La bataille de Fribourg y La Bataille de Lens, muy alabados por Diderot. También hacia 1770 pintó una serie de cuatro Catastrophes ("Catástrofes") conservada en el museo de Rennes (Scène d'orage, Rupture d'un pont de bois, Scène d'ouragan, Attaque nocturne de brigands). Este conjunto fue comprado en 1773 por Jean-Benjamin de La Borde, primer camarero de Luis XV, por la importante suma de 24.000 libras. Es de una sensibilidad ya poderosamente prerromántica, y la violencia y el carácter dramático de estas escenas han provocado que se hayan atribuido (falsamente) a su discípulo Loutherbourg. Diversas obras de su mano (óleos y grabados) se conservan en importantes museos como el Louvre de París o el Hermitage de San Petersburgo.
A la muerte de su primera mujer en 1775 se volvió a casar en ese mismo año con Jeanne Catherine Delachaux (1748-1818), pero este segundo matrimonio fue tan desastroso como el primero y Francesco abandonó el domicilio conyugal con ayuda de su hermano Giacomo en 1783, emprendiendo el citado viaje a Viena. Allí fue protegido por el príncipe de Ligne y conoció al ministro, el príncipe Kaunitz, que ayudó a restaurar su éxito, aunque parece que más que su habilidad como pintor el príncipe de Ligne apreciaba su conversación brillante y su carácter extravertido, parecido al de su hermano Giacomo, del que el príncipe fue uno de los amigos más devotos.
En los años siguientes continuó sirviendo a una clientela institucional. Sus cuadros principales fueron aquellos en que representó batallas ganadas por el príncipe de Condé y la que ejecutó para mostrar las vitorias de Catalina II de Rusia contra los turcos, muchos de ellos encargados y comprados por ella misma y que ahora se exponen en el museo del Ermitage. Casanova conoció también un gran éxito como autor de cartones para tapices y tisúes que representaban paisajes rurales. Esta actividad secundaria le aportó sin embargo beneficios enormes. Trabajó de 1770 a 1787 en este dominio con la Manufactura real de Beauvais, en la cual le ayudaron alrededor de setenta empleados.